# Prosser (Nebraska)
Prosser és una població dels Estats Units a l'estat de Nebraska. Segons el cens del 2000 tenia 94 habitants.

## Demografia
Segons el cens del 2000, Prosser tenia 94 habitants, 37 habitatges, i 26 famílies. La densitat de població era de 145,2 habitants per km².
Dels 37 habitatges en un 27% hi vivien nens de menys de 18 anys, en un 59,5% hi vivien parelles casades, en un 8,1% dones solteres, i en un 29,7% no eren unitats familiars. En el 24,3% dels habitatges hi vivien persones soles el 8,1% de les quals corresponia a persones de 65 anys o més que vivien soles. El nombre mitjà de persones vivint en cada habitatge era de 2,54 i el nombre mitjà de persones que vivien en cada família era de 3,08.
Per edats la població es repartia de la següent manera: un 20,2% tenia menys de 18 anys, un 11,7% entre 18 i 24, un 26,6% entre 25 i 44, un 31,9% de 45 a 60 i un 9,6% 65 anys o més.
L'edat mediana era de 42 anys. Per cada 100 dones de 18 o més anys hi havia 114,3 homes.
La renda mediana per habitatge era de 29.583 $ i la renda mediana per família de 38.750 $. Els homes tenien una renda mediana de 21.875 $ mentre que les dones 21.250 $. La renda per capita de la població era de 17.011 $. Aproximadament el 8,3% de les famílies i el 21,4% de la població estaven per davall del llindar de pobresa.

## Poblacions més properes
El següent diagrama mostra les poblacions més properes.